# Downstairs
Downstairs è un film del 1932 diretto da Monta Bell.

## Produzione
Il film fu prodotto dalla Metro-Goldwyn-Mayer (MGM) (controlled by Loew's Incorporated).

## Distribuzione
Distribuito negli Stati Uniti dalla Metro-Goldwyn-Mayer (MGM), il film uscì in prima a New York il 6 agosto 1932.